# Allgemeines Betriebszeugnis für Funker
Das allgemeine Betriebszeugnis für Funker ist der Name des in Deutschland ausgegebenen und international anerkannten Funkbetriebszeugnisses General Operator’s Certificate (GOC).
Die Ausbildung und Prüfungen für das GOC können im Rahmen einer nautischen Ausbildung an einer Seefahrtsschule (Studium an einer Fach- oder Fachhochschule) absolviert werden. Für Ausbildung und Prüfung außerhalb dieser Studien lässt das Bundesamt für Seeschifffahrt und Hydrographie (BSH) weitere Kurse zu. Einem deutschen Befähigungsnachweis steht im deutschen Hoheitsgebiet ein entsprechender Befähigungsnachweis eines Staatsangehörigen der Europäischen Union gleich, der in einem solchen Staat für Tätigkeiten des Seefunkdienstes erforderlich ist und dort nach Abschluss einer mindestens dreijährigen Berufsausbildung erworben wurde.
Das GOC ist fünf Jahre gültig und wird danach vom BSH gemäß den Regeln des STCW-Übereinkommens für jeweils weitere fünf Jahre gültig geschrieben, wenn der Inhaber nachweist, dass er während der letzten fünf Jahre mindestens ein Jahr den Funkverkehr auf einem für den Funkschein entsprechend ausrüstungspflichtigen Schiff betrieben hat (sog. STCW endorsement). Kann er dieses nicht, so ist für die Verlängerung eine vereinfachte Wiederholungsprüfung möglich.